# 皇后号战列舰
皇后号战列舰是德意志帝国海军五艘皇帝级战列舰的3号舰。它于1910年11月在基尔的霍瓦兹船厂开始龙骨架设，1911年11月11日下水，至1913年5月14日投入舰队服役。该舰在五座双联装炮塔中装备有十门305毫米50倍径速射炮，最高航速为22.1節（40.9每小時）。它最初隶属公海舰队的第三战列分舰队，其后及服役生涯的大部分时间又改编至第四战列分舰队，包括第一次世界大战。
连同其姊妹舰皇帝号、腓特烈大帝号、柳特波德摄政王号和阿尔贝特国王号一起，皇后号参与了一战期间的所有舰队主要行动，其中包括1916年5月31日至6月1日爆发的日德兰海战。该舰也出现在阿尔比恩行动中，于1917年10月对俄国控制的里加湾岛屿实施两栖攻击。而随后于1917年11月发生的第二次黑尔戈兰海战，皇后号亦有参与。
随着德国战败并于1918年11月签署了停战协定后，皇后号与公海舰队的大部分主力舰都被英国皇家海军扣押在斯卡帕湾。在协约国就《凡尔赛条约》的最终版本进行谈判期间，这些舰只被解除武装并仅保留了基干船员。1919年6月21日，即条约签署的前几天，海军少将路德维希·冯·罗伊特作为被扣押舰队的指挥官，下令全数凿沉己方舰队，以确保英国人无法强占舰只。皇后号残骸于1936年被打捞上岸，并在随后拆解报废。

## 建造及设计

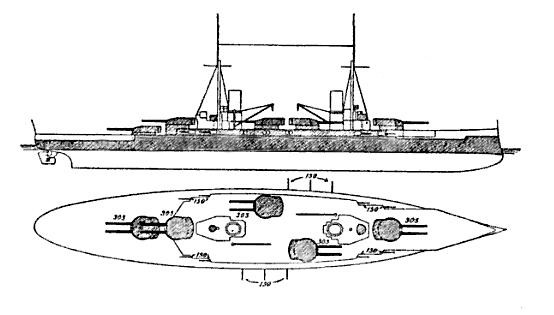
皇帝级布置略图，阴影部分为装甲保护区域

腓特烈大帝号最初是由德意志帝国海军以“哈根代舰”（Ersatz Hagen）作为合同代号订购，以取代过时的岸防舰海姆达尔号。。它于1910年11月在基尔的霍瓦兹船厂开始进行龙骨架设，1911年11月11日下水，之后再展开舾装工作。在下水仪式上，由普鲁士公主维多利亚·路易丝主持为舰只命名，并由海军上将汉斯·冯·克斯特发表演说。船厂人员于1913年5月13日将舰只交付至海军，它在翌日投入服役。由于在海试期间涡轮机受损，皇后号直至1913年12月13日才加入公海舰队。
皇后号的全长为172.4米、舷宽29米、有9.1米的前吃水和8.8米的后吃水，满载排水量达到27000吨。它使用3套帕森斯蒸汽涡轮机作为动力装置，并由16台燃煤锅炉供应蒸汽。推进系统的最高速度为22.1節（40.9每小時）。全舰可贮煤3600吨，能够以12節（22每小時）的速度续航7,900海里（14,600）。
舰只装备的主炮为分布在五座双联装炮塔中的十门305毫米50倍径速射炮。它摒弃了以往德式战列舰低效的六边形炮塔排列；相反，五座炮塔中的三座是安装在中心线上，其中设于舰艉的两座是以超射布局排列。其余两座则以雁列式布局安装在舰舯，可同向进行侧舷齐射。副炮系统则包括十四门安装在舰舯炮廓内的150毫米45倍径速射炮、八门88毫米45倍径速射炮以及四门88毫米45倍径高射炮。此外，皇后号还装备有五具500（20英寸）鱼雷发射管。其中舰艏一具，两边舷侧各两具。
皇后号受到克虏伯生产的渗碳装甲所保护，其主装甲带在中央堡垒上有350（14英寸）厚；主炮塔的正面和两侧则有300（12英寸）厚。司令塔的装甲厚度则更为殷实，两侧达到400（16英寸）。与同级的另外四艘舰一样，皇后号是在1916年的日德兰海战之后才加装了防鱼雷网。

## 服役历史
在1913年12月加入第三战列分舰队后，皇后号参加了例行的舰队训练。1914年2月先是进行了分舰队操练，随后是舰队演习，两次都发生在北海。5月，舰队再次于北海和波罗的海训练。皇后号于7月7日离开德国，参加驶往挪威的年度夏季巡游。但由于弗朗茨·斐迪南大公遇刺案的发生使得国际局势日益紧张，舰只于7月22日被提前召回。返回德国后，皇后号于7月24日驶往布伦斯比特尔，在那里，它成为首艘穿越完成加深的威廉皇帝运河的战列舰。航程要求减负运行，因此在离开基尔的霍尔特瑙船闸后仅12小时，皇后号便又与分舰队的余部会合。7月31日，整个分舰队经由运河重返北海。至8月4日午夜，英国携其强大的大舰队，正式对德国宣战。
皇后号参加了公海舰队进入北海的第一次出击，这发生于1914年11月2－3日，然而在行动中没有遇到英国军队。第二次行动随后发生于12月15－16日。这次出击源自公海舰队总司令、海军上将腓特烈·馮·英格諾爾的战略选择：即利用海军少将弗朗茲·馮·希佩爾麾下第一侦察集群的大巡洋舰袭扰英国沿岸城镇，以诱使英国大舰队抽调部分兵力出击，进而被埋伏一旁的公海舰队主力歼灭。12月15日清晨，舰队离开港口突袭斯卡布罗、哈特尔浦及惠特比。当天傍晚，由十二艘无畏舰（包括皇后号及其四艘姊妹舰）连同八艘前无畏舰组成的德国战列舰编队，来到距离英国一个孤立分舰队的六艘战列舰约10海里（19）范围内。然而，与敌对驱逐舰之间在黑暗中进行的零星冲突使得英格诺尔误判自己面对的是整个大舰队主力。根据德皇威廉二世的谕令，为避免不必要的冒险，英格诺尔中断了交战并将舰队撤回德国。
由于在1915年1月的多格滩海战中损失了大巡洋舰布吕歇尔号，英格诺尔上将于2月2日被德皇解除了职务。海军上将胡戈·冯·波尔接替他成为公海舰队司令。波尔延续了前任扫荡北海以摧毁孤立的英国编队的政策。舰队于1915年展开了一系列深入北海的推进，其中在5月17－18日、5月29－30日、8月10日、9月11－12日以及10月23－24日的扫荡行动中，皇后号均有参与。从12月5日至20日，第三分舰队以另一轮波罗的海训练结束了这一年的活动。皇后号于1916年1月23－29日再次驶往波罗的海参加分舰队训练。返回北海后，舰只进入威廉港的旱坞进行定期维护，历时从1月31日至2月20日。
波尔担任舰队总司令的任期很短；1916年1月，身患肝细胞癌的他无法继续再履行职责。其职务被海军上将赖因哈德·舍尔所取代。舍尔提出了一个更激进的策略，旨在与大舰队正面对抗；该策略于2月获得了德皇的批准。舍尔的首个行动是在3月5－7日，然而是次对霍夫登海域的扫荡无功而返。皇后号还于4月2－3日参加了至阿姆伦滩的推进。舰队的另一次出击则是4月21－22日。

### 日德兰海战

英国（蓝）及德国（红）舰队在1916年5月31－6月1日的调遣图

皇后号作为公海舰队的一份子参加了1916年5月31日至6月1日爆发的日德兰海战，其当时的舰长为海军上校卡尔·西弗斯。德国舰队再次试图吸引及牵扯大舰队的一部分，并在英国舰队主力可能报复之前将其摧毁。在行动中，皇后号是第三分舰队第六支队的第2艘舰、以及全体战斗序列中的第6艘舰，直接位列皇帝号之后和柳特波德摄政王号之前。第六支队仅落后于领头的第五支队，后者由4艘国王级战列舰组成。8艘黑尔戈兰级和拿骚级战列舰被编入第一战列分舰队的第一及第二支队，它们紧随第六支队；而殿后部队则由6艘年迈的前无畏舰组成的第二战列分舰队第三、第四支队担当。
在欧洲中部时间16:00前不久，第一侦察集群的大巡洋舰遇到了由戴维·贝蒂率领的英国第1战列巡洋分舰队，双方随即展开火炮对决。其中英国的不倦号在17:00过后、以及玛丽皇后号在不足一个半小时内均被摧毁。16:19，皇后号由于冷凝器开始渗漏，而被迫暂时停用中心轴上的涡轮发动机。船员能够在皇后号投入战斗前重启发动机。与此同时，德国的大巡洋舰为了将英国舰只引向公海舰队的主力而向南航行。至17:30，国王号作为领头的德国战列舰，发现己方第一侦察集群和敌方第1战巡分舰队接近。德国战列巡洋舰旋即转向右舷，而英国舰只则向转向左舷。17:45，舍尔下令向左转舵两点，以便让他的舰群靠近英国战列巡洋舰，一分钟后，即17:46，他下达了开火的命令。
大约17:40，英国轻巡洋舰诺丁汉号在至少16,500碼（15,100）的距离外向皇后号发射了一枚鱼雷，未能命中其目标。而在舍尔命令舰队开火后，皇后号曾短暂迎击战列巡洋舰新西兰号，同样未能取得命中。至17:54，新西兰号与其他英国战列巡洋舰加快了速度，脱离射程。英国驱逐舰涅斯托尔号和游牧民号则在早前的交战中被击伤，它们直接瘫痪在公海舰队前进的航线上。皇后号及其三艘姊妹舰遂以副炮向游牧民号开火，而第一分舰队的战列舰则攻击涅斯托尔号。19:00左右，德国的战列线与英国的第2轻巡洋分舰队遭遇，皇后号利用主炮向一艘不明身份的四囱巡洋舰发射了三轮齐射，但没有命中。
19:00后不久，来自英国战列巡洋舰无敌号的一枚炮弹使德国小巡洋舰威斯巴登号瘫痪；身处国王号舰上的第三分舰队司令、海军少将保罗·贝恩克试图调遣他的部队来保护受损的小巡洋舰。与此同时，英国的第3及第4轻巡洋分舰队开始对德国战列线展开鱼雷攻击；在推进至鱼雷射程范围期间，它们也利用主炮压制威斯巴登号。德国第三分舰队的8艘战列舰同时向英国的轻巡洋舰群猛烈开火，但即便是其主炮的持续火力也未能击退对手。英国装甲巡洋舰防卫号、勇士号以及黑太子号陆续加入了对瘫痪的威斯巴登号的围攻。19:14至19:17，几艘德国战列舰及大巡洋舰集中火力向防卫号及勇士号开火。皇后号最初是与英国第5战列分舰队的一艘战列舰交战，并取得了命中；根据皇后号的战斗日志，命中舰只为马来亚号。在轰击马来亚号约3分钟后，皇后号将火力转移至防卫号。该舰迅速被德国无畏舰的几枚大口径炮弹连续命中。其中一发齐射穿透了巡洋舰的弹药库，并伴随着巨大的爆炸遭摧毁。防卫号爆炸后，皇后号转而瞄准的目标据信是战列巡洋舰虎号。但仅两轮齐射后，厚重的烟霾便迫使皇后号停火。
至20:00，舍尔命令德国战列线向东转向180度以脱离英国舰队。这次调动是在猛烈的炮火下进行，从而造成了德国舰队的混乱。皇后号由于过度靠近柳特波德摄政王号而被迫向右转舵脱离队形，以避免碰撞。后面的舰只则以高速驶近皇后号身旁。因此，皇后号不得不保持脱节，无法回到指定位置。转向颠倒了德舰队形的顺序；皇后号此时是战列线中的倒数第7艘舰。至23:30左右，公海舰队完成夜间巡航编队的重组。皇后成为24艘舰的第11艘，位居战列线中部。
在领头的战列舰与英国驱逐舰进行了一系列的夜间交战后，公海舰队成功突破了英国的轻型部队，并于6月1日凌晨4:00到达犄角礁。几小时后，德国舰队回到威廉港；由第一分舰队的5艘战列舰在外围锚区组成防御阵位，而皇后号、皇帝号、柳特波德摄政王号和王储号也在威廉港入口处戒备。其余的战列舰及大巡洋舰则进入威廉港——那些仍然具备作战能力的舰只需要在内港进行补给。在战斗过程中，皇后号共发射了一百六十枚305毫米重炮和一百三十五枚150毫米速射炮。它在战斗中毫发无损。

### 后续行动
8月初，皇后号与仍具备作战条件的第三分舰队余部在波罗的海进行了支队训练。8月18日，舍尔计划重演日德兰计划，试图利用可供使用的的两艘大巡洋舰毛奇号和冯·德坦恩号，在三艘无畏舰的支援下，炮击桑德兰的沿岸城镇，进而引诱并摧毁贝蒂的战列巡洋舰。舰队余部，包括皇后号，则会跟随其后提供掩护。但在接近英国海岸时，舍尔收到了来自齐柏林飞艇关于英国部队在该地区出没的错误报告，进而掉头向北。结果，炮击并未发生，至14:35，舍尔收到了大舰队迫近的警告，他并不愿意在难分伯仲的日德兰海战后仅11周便又与整个大舰队交战，于是下令全体舰队掉头撤回德国港口。
另一次舰队推进随后发生于10月18－20日，但在没有遇到任何英国部队的情况下结束。两周之后，于11月4日，皇后号又奉命参加了出征至丹麦西海岸的行动，对两艘在当地搁浅的U艇U-20号和U-30号提供协助。12月1日，公海舰队重组；4艘国王级战列舰连同新编入役的巴伐利亚号留在第三战列分舰队，而包括皇后号在内的5艘皇帝级舰只，则转移至新组建的第四战列分舰队。1917年3月14日，皇后号在通过威廉皇帝运河时不慎搁浅，导致其中一条舭龙骨受损，有约280吨水灌入舰体。维修工作于3月15－18日在基尔的帝国船厂进行。皇后号于3月30日返回北海，并维持警戒值勤直至6月8日。6月9日，它又前往波罗的海参加长达一个月的系列演练，至7月2日结束。皇后号于7月3日恢复在德意志湾的警戒任务，直至9月11日被抽调至特遣队参加阿尔比恩行动。

### 阿尔比恩行动

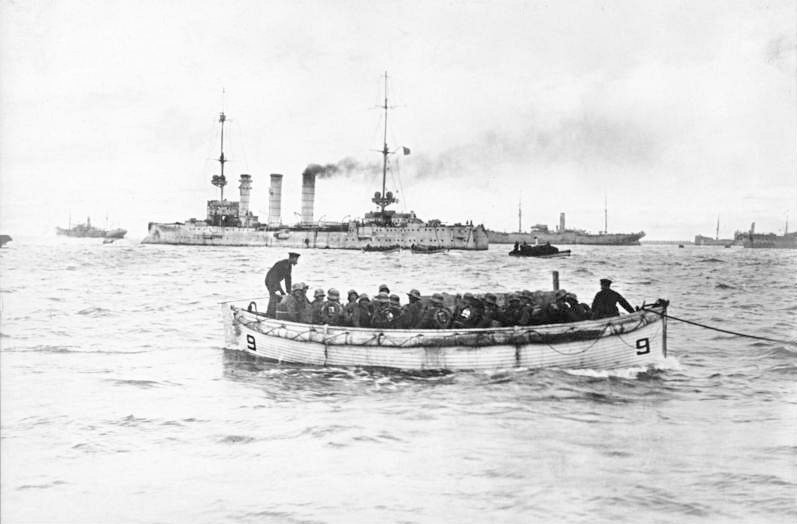
德军在萨马雷岛登陆（1917年10月）

在1917年9月上旬，继德国攻克俄国港口里加后，德国海军决定驱逐仍残留在里加湾的俄国海军力量。为此目的，海军参谋本部的行动计划是夺取波罗的海岛屿萨雷马岛，尤其是夺取瑟尔韦半岛的俄国炮台。9月18日，一次海陆空联合进攻行动受命出发，以占领萨雷马岛及穆胡岛。海军的主要力量是由旗舰毛奇号、以及公海舰队的第三和第四战列分舰队组成。连同九艘小巡洋舰、三支鱼雷艇区舰队和数十艘水雷战船，整个出战规模约为300艘舰艇，并有超过100架飞机和6艘飞艇提供空中支援。共有约24600名官兵参与此次入侵。此时，第四战列分舰队已由海军中将威廉·蘇雄指挥。抗击德国的力量则包括原俄国的前无畏舰光荣号和太子号，装甲巡洋舰巴扬号、马卡罗夫海军上将号和狄安娜号，26艘驱逐舰，以及若干鱼雷艇和炮艇。而萨雷马岛的驻军人数约为14000人。
行动于10月12日清晨展开，当时毛奇号和第三分舰队的舰只在塔加拉赫湾与俄国舰艇交战，而皇后号及第四分舰队余部则在萨雷马岛外围炮轰瑟尔韦半岛上的俄国岸基炮台。其中皇后号、皇帝号与柳特波德摄政王号一同，负责压制萨雷马岛胡斯奥特的俄军炮台，因为后者令毛奇号饱受炮火攻击。三舰于05:44开火，至07:45，俄军的射击停止，德国的地面部队登陆。两天后，苏雄率皇后号、腓特烈大帝号和柳特波德摄政王号离开塔加拉赫湾，以支援德国地面部队向瑟尔韦半岛推进。其中皇后号受命遏制位于泽列尔角的俄军炮台，但大雾使它推迟了瞄准目标。俄军率先开火，皇后号及阿尔贝特国王号迅速给予回击。腓特烈大帝号亦赶来协助两艘姊妹舰；三舰在一小时内共发射了120枚大口径炮弹。俄军的第四轮齐射跨射了皇后号，它开始不规律的转舵以躲避炮火。密集的炮击使得大多数俄国炮手逃离了阵位。
10月15日夜晚，皇后号及阿尔贝特国王号被发往普茨克补充燃煤储备。19日，它们在普茨克与腓特烈大帝号短暂会合，后者又继续随同毛奇号开往库雷萨雷。翌日早晨，海军中将埃哈德·施密特下令解散海军特遣队并返回北海。施密特在提呈至海军部的公文中指出，“可以立即将皇后号及阿尔贝特国王号从普茨克派往北海”。两艘战列舰随即经由但泽前往基尔；抵达基尔后，它们再经由威廉皇帝运河回到北海。

### 最终行动
1917年11月17日，皇后号及皇帝号被指派为在北海进行扫雷行动的第二侦察集群提供掩护。大量的英国兵力，包括五艘战斗巡洋舰和若干轻巡洋舰，袭击了第二侦察集群；两艘战列舰立即驶来支援他们。在随之发生的第二次黑尔戈兰海战中，皇后号击中了轻巡洋舰卡利登号。两艘战列舰也曾与战列巡洋舰反击号短暂交火，但双方最终撤离。行动过后，海军少将路德维希·冯·罗伊特对皇后号的舰长、海军上校库尔特·格拉斯霍夫提出批评，因其相距扫雷舰太远，未能及时提供有效的保护。他随后被解除了该舰的指挥权。皇后号于12月22日进入旱坞进行维护，工作持续至1918年2月5日。该舰也出席了1918年4月23－24日驶往挪威的无果推进，原本意图是拦截在英国和挪威之间的一支严密护航船队，但德方的错误情报阻碍了德国人追上船队。返回港口后，皇后号又恢复了在德意志湾的警戒值勤。第四分舰队于6月18日至8月13日在波罗的海进行了另一次演练。最后一轮训练则于10月22－28日举行。

### 结局

展示皇后号 (#16)的舰只凿沉图

1918年10月底，即停战协定生效的几天前，皇后号及其四艘姊妹参加了最终舰队行动。行动的设想是公海舰队的骨干将由威廉港基地全体出动，以寻找大舰队决战；为了使德国取得更好的谈判地位，此时的公海舰队司令希佩尔和已升任海军元帅的舍尔意图不惜一切代价重创英国海军——尽管预计会有伤亡。然而，许多厌战的水兵却认为，这次行动将破坏和平进程并会延长战事。。在1918年10月29日，舰队受命离开威廉港，并在玉石湾锚地集结，计划于次日清晨起航。但从当晚开始，图林根号战列舰船员首先发动叛变，并迅速蔓延至其它多艘战列舰。骚乱最终迫使希佩尔和舍尔取消了这一行动。当得知情况后，德皇威廉二世悲哀地表示：“我已不再拥有海军”。
随着德国在1918年11月投降，公海舰队的大部分舰只在海军少将罗伊特的指挥下，被协约国扣留至斯卡帕湾的英国海军基地。在德国舰队离港之前，海军上将阿道夫·冯·特罗塔便明确向罗伊特表示，他不能允许协约国在任何条件下强占舰只。舰队先是与加迪夫号轻巡洋舰会合，再在由370艘英国、美国和法国军舰组成的大规模联队的监督下，开往斯卡帕湾。英国在扣押德国舰队后拆除了其舰炮的炮闩以防不轨，并将各舰的船员编制减少为200名官兵。
在落实凡尔赛条约的谈判过程中，舰队仍然维持拘禁状态。罗伊特推断英国方面将在6月21日，即谈判到期而无法达成协议的情况下会强行抢占德国军舰，却不知该期限已被延长至6月23日。为了防止这种情况，他决定第一时间凿沉己方舰只。6月21日上午，英国舰队离开斯卡帕湾进行训练演习；罗伊特于11:20向全体德国军舰下达了他的命令。皇后号于14:00沉没；该舰其后于1936年5月14日被打捞上岸，并在当年晚些时候在罗塞斯拆解报废。